# Grüne Erde
Grüne Erde ist ein eher farbschwaches, graugrünes Erdpigment. Das Verwitterungsprodukt von Augit und Hornblende besteht vorwiegend aus zweiwertigem, in gebrannter Form aus dreiwertigem Eisensilikat. Der Farbton variiert je nach Anteilen von Eisen, Silicium, Magnesium, Kalium, Aluminium und Natrium. Im Colour Index wird es unter der Nummer C.I. Pigment Green 23 geführt. Gebrannte grüne Erde hat einen eher bräunlichen Ton.
Die Varianten werden nach Herkunftsort bezeichnet, z. B. Bayrische, Böhmische, Veroneser, Belgische, Hessische, Rheinische oder Tiroler Grüne Erde.
Das Pigment ist seit der Antike bekannt und wurde von den Römern vorwiegend für Wandmalereien verwendet. Typisch ist es für die grünliche Untermalung (Verdaccio) von Hauttönen (des Inkarnats) in der italienischen Malerei der Renaissance siehe Literaturangabe. Insbesondere werden Grüne Erden heute in der Denkmalpflege verwendet.